# Colossobolus
Colossobolus – rodzaj dwuparców z rzędu Spirobolida i rodziny Pachybolidae.
Rodzaj ten opisany został w 2009 roku przez Thomasa Wesenera, który wyznaczył C. semicyclus jego gatunkiem typowym.
Dwuparce te mają ubarwienie ostrzegawcze: czerwone lub rudobrązowe z metazonitami ciemnobrązowymi do czarnych i niekiedy dużymi czarnymi plamami wokół ozoporów. Ciało samców złożone jest z 47–52 pierścieni, osiąga długość do 165 mm i szerokość do 12 mm. Ciało samic złożone jest z 49–52 pierścieni, osiąga długość do 128 mm i szerokość do 15,5 mm. Głowa ma po 35–40 oczu prostych na każdym polu ocznym, ustawionych w 6–9 pionowych rzędów. Czułki mają po 3 stożki zmysłowe na członach końcowych oraz po 4 rzędy sensilla basionica na członach piątych i po 3 rzędy na członach szóstych. Nadustek ma dwie pary oszczecinionych dołków, a warga górna trzy nieregularne ząbki i rząd 10–12 szczecin brzeżnych. Każda żuwaczka ma zaokrąglony ząb zewnętrzny, trójwierzchołkowy ząb środkowy, 5 grzebykowatych lamelli i 7–10 poprzecznych bruzd na płacie molarnym. Gnatochilarium ma po 3 szczecinki szczytowe na pieńkach i po 2 szczecinki na lamellae linguales. Ozopory zaczynają się od 6 segmentu ciała, przy czym na 6 leżą znacznie bardziej brzusznie niż na pozostałych. Telson ma pierścień preanalny niewystający poza dobrze rozwinięte, mikropunktowane walwy analne. Poduszeczki na stopach samca są duże, obecne od trzeciej pary odnóży i  niewystające poza nasadę pazurka. W przednich gonopodach samca szerokie koksyty są zakrzywione bocznie wokół telopoditów i mają krótkie, szerokie wyrostki pośrodkowe. Telopodity tej pary są w środkowych częściach wydłużone w długie i szerokie wyrostki o ostrych krawędziach pośrodkowych. Większa część tylnej pary gonopodów ukryta jest pod przednią. Ich koksyty mają szerokie nasady, pojedynczy rowek pośrodku i oddzielone są od telopoditów błoniastymi rejonami oskórka. Telopodity ustawione są naprzeciwlegle lub równolegle i złożone z trzech części: głównej gałęzi środkowej, środkowego rejonu błoniastego i gałęzi bocznej. Samice mają gładkie, pozbawione stożków zmysłowych walwy z 2–3 rzędami szczecinek. 
Wije endemiczne dla Madagaskaru. Zasiedlają ściółkę suchych i lekko wilgotnych lasów w północnej części wyspy. Niekiedy występują sympatrycznie z przedstawicielami rodzaju Aphistogoniulus. Wszystkie gatunki umieszczone zostały przez Międzynarodową Unię Ochrony Przyrody w Czerwonej księdze gatunków zagrożonych, w tym 3 jako krytycznie zagrożone i 2 jako zagrożone wyginięciem.
Należy tu 7 gatunków:
- Colossobolus aculeatus Wesener, 2009
- Colossobolus giganteus Wesener, 2009
- Colossobolus litoralis Wesener, 2009
- Colossobolus minor Wesener, 2009
- Colossobolus oblongopedus Wesener, 2009
- Colossobolus pseudoaculeatus Wesener, 2009
- Colossobolus semicyclus Wesener, 2009